# グリセロールテスト
グリセロールテスト(英名：glycerol test）とはグリセロール(グリセリン)を使用して行う聴力検査の一種であり、内耳の内リンパ水腫の存在を推定するために用いられる。

## 概要
内耳の膜迷路に過剰に内リンパ液が貯まって膨張している状態を内リンパ水腫といい、メニエール病などのいくつかの内耳疾患の原因とされている。
これらの病気では内リンパ水腫による内リンパ圧の亢進によって難聴が起きるが、グリセロール(グリセリン)はその浸透圧による強い脱水力を持っているので、グリセロールを服用すると一時的に内リンパ水腫が軽減されるので聴力も一時的に改善されることが多い。そのため、グリセロールを服用した前後での聴力の変化を調べることで内リンパ水腫の存在を推定することができる。

## 方法
最初にグリセリンを服用しない状態で純音聴力検査を行う。その後に体重1kgあたり1.2-1.3mlのグリセリンを飲み（あるいは点滴のこともある）3時間後あるいは3時間後まで1時間毎に再び純音聴力検査を行う。グリセリンの服用前後の聴力検査で10dB以上の聴力の改善が見られればグリセロールテスト陽性とする。なお、グリセリン服用前に難聴が無ければテスト前後での聴力の変化を計ることができないのでグリセロールテストは無意味である。

## 意義
内耳は小さく直接観察はできないが、グリセロールテスト陽性であれば内リンパ水腫の存在を推定できる。メニエール病や遅発性内リンパ水腫などでは内リンパ水腫が病気の本体であるので、内リンパ水腫の存在を推定できることは診断の大きな手がかりになる。

## イソソルビド
浸透圧利尿剤であるイソソルビド(商品名、イソバイドあるいはメニレット）もグリセリンと同じく浸透圧による脱水力があり、グリセリンと同じ作用で内リンパ水腫の一時的な改善をするので内リンパ水腫によるメニエール病などの治療に使用されるが、この作用をもってグリセロールテストの代替として使われることもある。